# Loxaspilates hastigera
Loxaspilates hastigera là một loài bướm đêm trong họ Geometridae.